# Droit andorran
Le droit andorran est le droit de tradition civiliste appliqué en Andorre.

## Sources du droit

### Constitution
La Constitution d'Andorre est la norme suprême en Andorre.

### Traités internationaux et principes généraux du droit international
Les  principes de droit international public universellement reconnus font partie du droit andorran. De même, les accords et traités internationaux « sont partie intégrante de l'ordre juridique dès leur publication au Bulletin officiel de la Principauté d'Andorre et la loi ne peut ni les modifier, ni y déroger ».
La législation doit être aussi conforme aux traités internationaux.

### Législation
Les lois sont votées par le Conseil général.

## Sources

## Compléments